# Od wschodu do zachodu słońca (piosenka)
Od wschodu do zachodu słońca – utwór z repertuaru zespołu Skaldowie, z muzyką Andrzeja Zielińskiego, oraz tekstem Leszka Aleksandra Moczulskiego, powstały jesienią 1969 roku. Była to jedna z pierwszych kompozycji, stworzonych przez Zielińskiego po powrocie zespołu z tournee po Stanach Zjednoczonych, które spowodowało zdecydowany zwrot ku bardziej rozbudowanym formom muzycznym, a także nowemu brzmieniu, zdominowanemu przez świeżo zakupione organy Hammonda. Po raz pierwszy Skaldowie zarejestrowali piosenkę w listopadzie 1969 roku, dla potrzeb Polskiego Radia, zaś dwa miesiące później uczynili to ponownie, umieszczając ją, jako pozycję tytułową na czwartym albumie – wydanym w 1970 roku. Utwór wykonywany był na wielu koncertach zespołu w owym czasie, między innymi podczas VIII KFPP w Opolu. W 1973 Skaldowie nagrali w Niemczech również niemieckojęzyczną wersję tej piosenki. Od 1990 roku, kompozycja jest wykonywana sporadycznie, w czasie ważniejszych koncertów zespołu.
Utwór utrzymany jest w klimacie rocka progresywnego, z wyraźnymi naleciałościami ówczesnej muzyki amerykańskiej. Rozpoczyna się nieco rhytm and bluesowym tematem, prowadzonym wspólnie przez organy Hammonda i gitarę, na tle nuty pedałowej C w akompaniamencie. Później następuje spokojna zwrotka, śpiewana rozmarzonym głosem przez Andrzeja Zielińskiego, przeradzająca się w mocny riff gitary basowej, stanowiący łącznik, do którego przyłączają się kolejno organy Hammonda, sekcja dęta, oraz reszta instrumentarium, wprowadzając przebojowy refren, śpiewany przez braci Zielińskich, przy silnym kontrapunkcie gitar Jerzego Tarsińskiego i Konrada Ratyńskiego, grających unisono. Kolejną zwrotkę poprzedzają stonowane dynamicznie, rozłożone pasaże organowe. W wersjach koncertowych Jacek Zieliński wprowadza jeszcze często do zwrotki bardzo udaną, jazzującą partię trąbki. Warta odnotowania jest również bardzo wysmakowana gra perkusisty, zabawiającego się miejscami akcentami. We współczesnych wykonaniach utworu, zakończenie stanowi dość często solo saksofonu, które wykonywali między innymi Henryk Miśkiewicz, czy Leszek Szczerba.

## Muzycy biorący udział w nagraniu
- Andrzej Zieliński – organy Hammonda, śpiew;
- Jacek Zieliński – śpiew;
- Konrad Ratyński – gitara basowa;
- Jerzy Tarsiński – gitara;
- Jan Budziaszek – perkusja;
- Sekcja dęta pod dyrekcją A. Zielińskiego